# Bitwa pod Zarębami Kościelnymi
Bitwa pod Zarębami Kościelnymi – walki polskiej II Brygady Litewsko-Białoruskiej płk. Kazimierza Rybickiego z sowiecką 5 Dywizją Strzelców w czasie II ofensywy Frontu Zachodniego Michaiła Tuchaczewskiego w okresie wojny polsko-bolszewickiej.

## Sytuacja ogólna
W pierwszej dekadzie lipca 1920 przełamany został front polski nad Autą, a wojska Frontu Północno-Wschodniego gen. Stanisława Szeptyckiego cofały się pod naporem ofensywy Michaiła Tuchaczewskiego.
Naczelne Dowództwo Wojska Polskiego nakazało powstrzymanie wojsk sowieckiego Frontu Zachodniego na linii dawnych okopów niemieckich z okresu I wojny światowej.
Sytuacja operacyjna, a szczególnie upadek Wilna i obejście pozycji polskich od północy, wymusiła dalszy odwrót wojsk polskich.
1 Armia gen. Gustawa Zygadłowicza cofała się nad Niemen, a 4 Armia nad Szczarę.
Obrona wojsk polskich na linii Niemna i Szczary również nie spełniła oczekiwań. W walce z przeciwnikiem oddziały polskie poniosły duże straty i zbyt wcześnie rozpoczęły wycofanie na linię Bugu.
Plan polskiego Naczelnego Dowództwa zakładał, że 1. i 4. Armia oraz Grupa Poleska powstrzymają bolszewików i umożliwią przygotowanie kontrofensywy z rejonu Brześcia. Rozstrzygającą operację na linii Bug, Ostrołęka, Omulew doradzał też gen. Maxime Weygand.

## Walczące wojska
| Jednostka                       | Dowódca                     | Podporządkowanie   |
| Wojsko Polskie                  |                             |                    |
| Dywizja Litewsko-Białoruska     | gen. Stefan Latour          | 1 Armia            |
| II Brygada Litewsko-Białoruska  | płk Kazimierz Rybicki       | Dywizja Lit.-Biał. |
| ⇒ Grodzieński pułk strzelców    | ppłk Bronisław Bohaterewicz | Dywizja Lit.-Biał. |
| ⇒ Nowogródzki pułk strzelców    | mjr Władysław Oziewicz      | Dywizja Lit.-Biał. |
| 2 szwadron Ułanów Grodzieńskich | ppor. Jan Pietraszko        | Dywizja Lit.-Biał. |
| Armia Czerwona                  |                             |                    |
| 5 Dywizja Strzelców             | komdyw. Karl Griunsztejn    |                    |

## Działania wojsk w rejonie Zarębów Kościelnych
Broniąca przedmościa w Wyszkowie grupa gen. Lucjana Żeligowskiego uwikłała się w walki z oddziałami Armii Czerwonej.
Aby odciążyć załogę przedmościa, dowódca 1 Armii przerzucił pod Małkinią na prawy brzeg Bugu część grupy generała Jana Rządkowskiego z zadaniem uderzenia na skrzydło sowieckich oddziałów maszerujących na Wyszków. 5 sierpnia II Brygada Litewsko-Białoruska podpułkownika Kazimierza Rybickiego, wzmocniona 2 szwadronem Ułanów Grodzieńskich, przeprawiła się przez Bug pod Małkinią. Grodzieński pułk strzelców uderzył od czoła na pozycje 5 DS przy drodze Małkinia – Ostrów, a Nowogródzki ps wraz z 2 szwadronem Ułanów Grodzieńskich wykonał obejście i skierował się na Zaręby Kościelne. Jego I i III batalion uderzyły na nieprzyjaciela rozwiniętego pod wsią, a II batalion ubezpieczał zgrupowanie uderzeniowe od wschodu. Zdobyto wieś i rozbrojono stacjonujący tam sztab 5 Dywizji Strzelców. Ułani grodzieńscy ścigali rozproszonego przeciwnika na przestrzeni kilku kilometrów.

## Bilans walk
Porażka pod Zarębami Kościelnymi sparaliżowała przejściowo dowodzenie oddziałami sowieckiej 5 Dywizji Strzelców i zmusił ją do wstrzymania marszu w kierunku Wyszkowa. Tym samym poprawione zostało położenie grupy gen. Lucjana Żeligowskiego.